# Pèrenoir de Barbade
Espèce
Statut de conservation UICN

 LC  : Préoccupation mineure
Le Pèrenoir de Barbade (Loxigilla barbadensis), aussi appelé Sporophile de la Barbade, est une petite espèce d'oiseaux de la famille des Thraupidae.
Le Pèrenoir de Barbade a été reconnue comme espèce distincte du Pèrenoir rougegorge en 2006.

## Répartition
Cette espèce est endémique de la Barbade. Se retrouve aussi en Guadeloupe.

## Référence
- Cory, 1886 : The birds of the West Indies, including the Bahama Islands, the Greater Antilles, and the Lesser Antilles, excepting the islands of Tobago and Trinidad. Auk, vol. 3, p. 1–59, 108–119, 223–231 & 311–327.